# Surucuátrogon
De Surucuátrogon (Trogon surrucura) is een vogel uit de familie Trogonidae. 

## Verspreiding en leefgebied
Deze soort komt voor in zuidoostelijk Zuid-Amerika en telt twee ondersoorten:
- T. s. aurantius: oostelijk Brazilië.
- T. s. surrucura: Paraguay, zuidelijk Brazilië, Uruguay en noordelijk Argentinië.

## Status
De grootte van de populatie is niet gekwantificeerd maar de soort wordt omschreven als algemeen. Op de Rode lijst van de IUCN heeft deze soort de status niet bedreigd.